# Kårtjärnen
Kårtjärnen är en sjö i Härjedalens kommun i Härjedalen och ingår i Ljusnans huvudavrinningsområde. Sjön har en area på 0,276 kvadratkilometer och ligger 374,1 meter över havet.

## Delavrinningsområde
Kårtjärnen ingår i det delavrinningsområde (689558-140967) som SMHI kallar för Mynnar i Tandån. Medelhöjden är 405 meter över havet och ytan är 2,95 kvadratkilometer. Det finns inga avrinningsområden uppströms utan avrinningsområdet är högsta punkten. Vattendraget som avvattnar avrinningsområdet har biflödesordning 3, vilket innebär att vattnet flödar genom totalt 3 vattendrag innan det når havet efter 267 kilometer. Avrinningsområdet består mestadels av skog (76 procent) och sankmarker (12 procent). Avrinningsområdet har 0,27 kvadratkilometer vattenytor vilket ger det en sjöprocent på 9,3 procent.